# وله د تراپاگا
وله د تراپاگا (به اسپانیایی: Valle de Trápaga) یک دهستان در اسپانیا است که در Greater Bilbao واقع شده‌است. وله د تراپاگا ۱۳٫۱ کیلومتر مربع مساحت و ۱۲٬۱۲۹ نفر جمعیت دارد و ۳۵ متر بالاتر از سطح دریا واقع شده‌است.